# Worfel

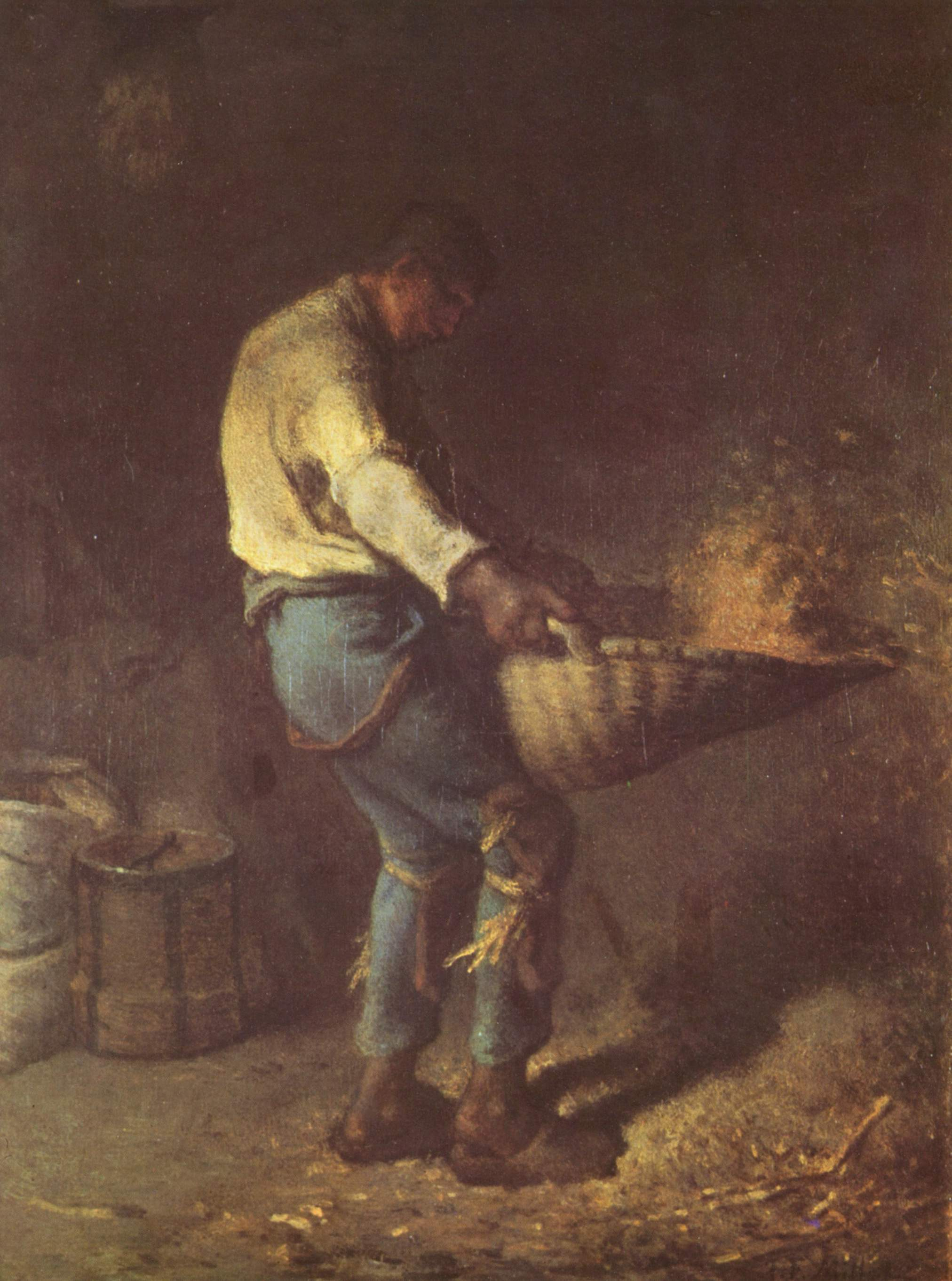
Worfel im Einsatz (Jean-François Millet)

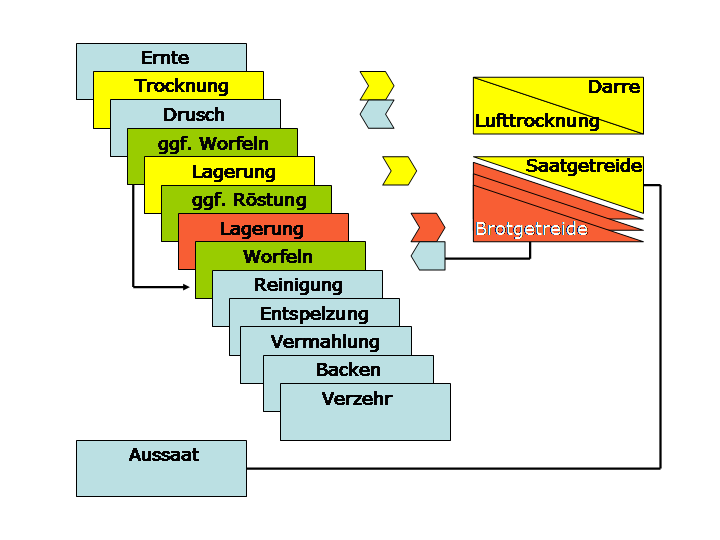
Traditionelle Getreideverarbeitung

Die Worfel, auch als Getreideschwinge, Kornschwinge oder Wanne bezeichnet, ist ein landwirtschaftliches Gerät zur Trennung von Partikeln.
Die Worfel hat die Form eines flachen Korbes. Mit der Worfel wurde das gedroschene Getreide aufgenommen und in die Luft geworfen. Seitlich angreifender Wind trägt die leichte Spreu mit sich, das strömungstechnisch günstig geformte und schwerere Getreidekorn fällt in den Korb zurück. Die Worfel arbeitet also nach dem Prinzip der Windsichtung. Seitliche Griffe und Schaufelausformung erleichtern das Worfeln.
Die Rotationsworfelmaschine ist eine arbeitserleichternde Weiterentwicklung. Zum mechanischen Trennen von Materialien werden heute Windsichter unterschiedlichster Bauart verwendet.